# Кочанска контрачета
Кочанската контрачета е създадена с помощта на българските власти във Вардарска Македония с цел борба срещу комунистическите партизани.
Съставена е от 50 души. Начело на четата е деецът на Вътрешната македонска революционна организация Димитър Медаров. По-късно четата наброява 200 души.